# Rusheen McDonald
Rusheen Darian McDonald (* 17. srpna 1992) je jamajský atlet, který se specializuje především na hladkou čtvrtku a štafetové běhy. Je držitelem dvou stříbrných medailí s jamajskou štafetou mistrovství světa 2013 a LOH 2016.
Na halovém mistrovství světa 2024 ve skotském Glasgow získal svoji první individuální medaili na trati 400 m. Skončil třetí s výkonem 45,65 s, kterým si vylepšil osobní halový rekord.